# Jingning (33 av. J.-C.)
Pour les articles homonymes, voir Jingning.
L'ère Jingning, ou Tsing-ning (33 av. J.-C.) (chinois traditionnel : 竟寧, simplifié : 竟宁 ; pinyin : Jìngníng ; litt. « enfin la paix ») est la quatrième et dernière ère chinoise de l'empereur Yuandi de la dynastie Han.
Cette ère avait été proclamée à la suite de la visite du chanyu Hu Hanxie à Xi'an, la capitale, espoir de paix entre les Han et les Xiongnu.

## Chronique
1re année
- Dernière visite du chanyu Hu Hanxie à la capitale. L'empereur Yuandi lui offre cinq femmes, dont Wang Zhaojun en mariage.
- Mort de l'empereur Yuandi. Au 6e mois (fin juillet à fin août), son fils, le prince Liu Ao lui succède sous le nom d'empereur Chengdi.
- Chengdi promet son oncle Wang Feng au rang de grand maréchal, offrant le pouvoir au clan Wang.

| Jingning               | 1re année    |
| ---------------------- | ------------ |
| Calendrier julien      | 33 av. J.-C. |
| Calendrier sexagésimal | Wuzi         |